# Rectortown
Rectortown es un lugar designado por el censo ubicado en el condado de Fauquier en el estado estadounidense de Virginia. En el Censo de 2020 tenía una población de 121 habitantes y una densidad poblacional de 72,46 habitantes por km². Fue incluido como CDP en el censo de 2020.

## Geografía
Rectortown se encuentra ubicado en las coordenadas 38°55′16″N 77°55′41″O / 38.92111, -77.92806.  Según la Oficina del Censo de los Estados Unidos,  tiene una superficie total de 1,67 km², de la cual 1,65 km² corresponden a tierra firme y 0,02 km² a agua.